# كارل ماير (كاتب)
كارل ماير (بالألمانية: Carl Mayer) (و. 1894 – 1944 م) هو كاتب سيناريو من النمسا، وألمانيا، والمملكة المتحدة، ولد في غراتس، توفي في لندن، عن عمر يناهز 50 عاماً، بسبب سرطان.

## وصلات خارجية
- كارل ماير على موقع IMDb (الإنجليزية)
- كارل ماير على موقع ألو سيني (الفرنسية)
- كارل ماير على موقع أول موفي (الإنجليزية)
- كارل ماير على موقع قاعدة بيانات الأفلام السويدية (السويدية)
- كارل ماير على موقع قاعدة بيانات الفيلم (الإنجليزية)
- كارل ماير على موقع كينوبويسك (الروسية)